# Henry Pelham-Clinton, 4:e hertig av Newcastle

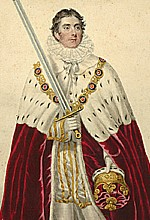
Fjärde hertigen av Newcastle.

Henry Pelham Fiennes Pelham-Clinton, 4:e hertig av Newcastle, född den 31 januari 1785, död den 12 januari 1851, var en engelsk adelsman, son till Thomas Pelham-Clinton, 3:e hertig av Newcastle och sonson till Henry Pelham-Clinton, 2:e hertig av Newcastle.
Newcastle gjorde sig som politiker hatad för sin extrema konservatism, något som ledde till att hans slott Nottingham Castle utanför Nottingham , brändes ner av en rasande pöbelhop 1831. I parlamentet uppträdde han konsekvent mot alla reformer. Han blev riddare av Strumpebandsorden 1812.

## Familj
Gift 1807 med Georgina Elizabeth Mundy (1789–1822) . 
Barn:
- Lady Caroline Augusta Pelham-Clinton (1808–1898), gift med amiral sir Cornwallis Ricketts
- Lady Henrietta Pelham-Clinton (1809–1890), gift med amiral Edwin Clayton d'Eyncourt
- Henry Pelham-Clinton, 5:e hertig av Newcastle (1811–1864)
- Lord Charles Pelham Pelham-Clinton (1813–1894), kapten, MP, gift med Elizabeth Grant
- Lord Thomas Charles Pelham-Clinton (1813–1882), gift med Marianne Gritton
- Lord Robert Pelham-Clinton (1820–1867), MP, ogift